# Rudaczek malutki
Rudaczek malutki (Selasphorus scintilla) – gatunek ptaka z rodziny kolibrowatych (Trochilidae), jeden z najmniejszych ptaków świata. Zamieszkuje Amerykę Centralną; nie wyróżnia się podgatunków. Terytorialny w sezonie lęgowym. Zwykle odwiedza małe kwiaty na krzewach.
WyglądDługość ciała 6,5 cm. Dziób prosty, czarny. Samiec – gardło pomarańczowoczerwone, niekompletna biała obroża. Spód ciała w większości płowy, z zielonymi plamkami. Wierzch ciała spiżowozielony; na ogonie rdzawe i czarne kreski. Samica – gardło płowe, ciemna przepaska na końcu ogona.
Zasięg, środowiskoOd północno-środkowej Kostaryki po zachodnią Panamę. Występuje w przedziale wysokości 900–2100 m n.p.m. Bywa spotykany w ogrodach.
StatusMiędzynarodowa Unia Ochrony Przyrody (IUCN) uznaje rudaczka malutkiego za gatunek najmniejszej troski (LC – least concern) nieprzerwanie od 1988 roku. Liczebność populacji szacowana jest na 20 000 – 49 999 dorosłych osobników; w 1996 roku ptak ten opisywany był jako pospolity. Organizacja Partners in Flight ocenia trend liczebności populacji jako umiarkowanie spadkowy.